# Чалапарта
Ча́лапарта или чала́парта (баск. txalaparta) — баскский музыкальный инструмент из древесины или камня, похожий на семантрон или било. В баскском языке слово «zalaparta» (произносимый через звук «с») означает «грохот», а в соседних областях Наварры слово «txalaparta» означает конский топот, чей звук похож на звучание этого инструмента.

## Средство связи

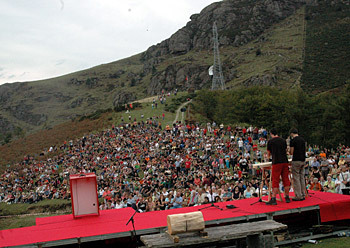
Исполнители на чалапарте

Изначально чалапарта была средством коммуникации, используемым для оповещения о похоронах (баск. hileta), праздниках (баск. jai), приготовлении извести (баск. kare) или сидра (баск. sagardo). После приготовления сидра для приглашения соседей использовались звонкие удары по той же доске, которой давились яблоки. После сбора начинался праздник, во время которого пили сидр и играли на чалапарте; иногда звуки чалапарты сопровождались игрой на рожках из бычьих рогов. Фактически, сидр и «сидровые дома» (sagardotegi) являются единственной из известных традиций, связанных с чалапарта. На той же культурной основе возник ещё один схожий баскский ударный инструмент — кирикокета. Ещё один пример инструментов того же типа и из той же географической области представляет собой тоберак.

## Музыкальный инструмент

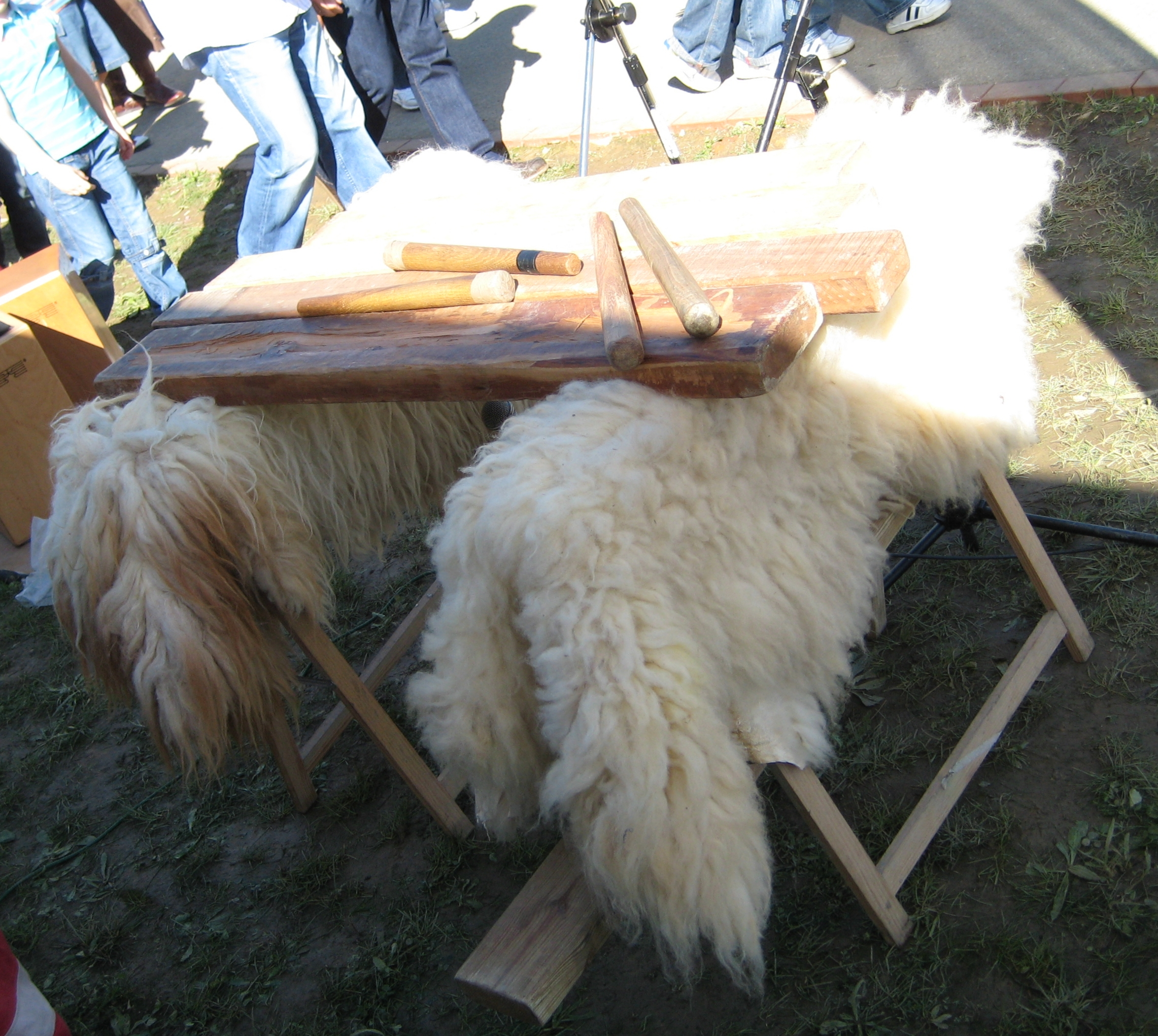
Чалапарта из двух досок

Музыкальное использование чалапарты стало продолжением её исходного использования. Традиционная чалапарта почти исчезла в 1950-х годах, когда осталась лишь горстка крестьян, поддерживавших эту традицию. Именно в то время началось возрождение этого инструмента фольклористами, такими как Хесус и Хосе Антонио Арце из группы Ez dok amairu. Инноваторы начали обрабатывать и собирать доски для создания мелодий. В ход пошли также и другие материалы.
В наши дни чалапарта представляет собой музыкальный инструмент, используемый в баскской музыке. Она классифицируется как идиофон. В своей традиционной конструкции (известной как txalaparta zaharra) чалапарта сделана из двух горизонтальных деревянных досок, закреплённых на концах, по которым бьют сверху толстыми ударными палочками — ма́килак, которые держат в руках концами вверх. На концах длинных досок, между доской и подставкой, для лучшей вибрации помещена шелуха кукурузных зёрен.

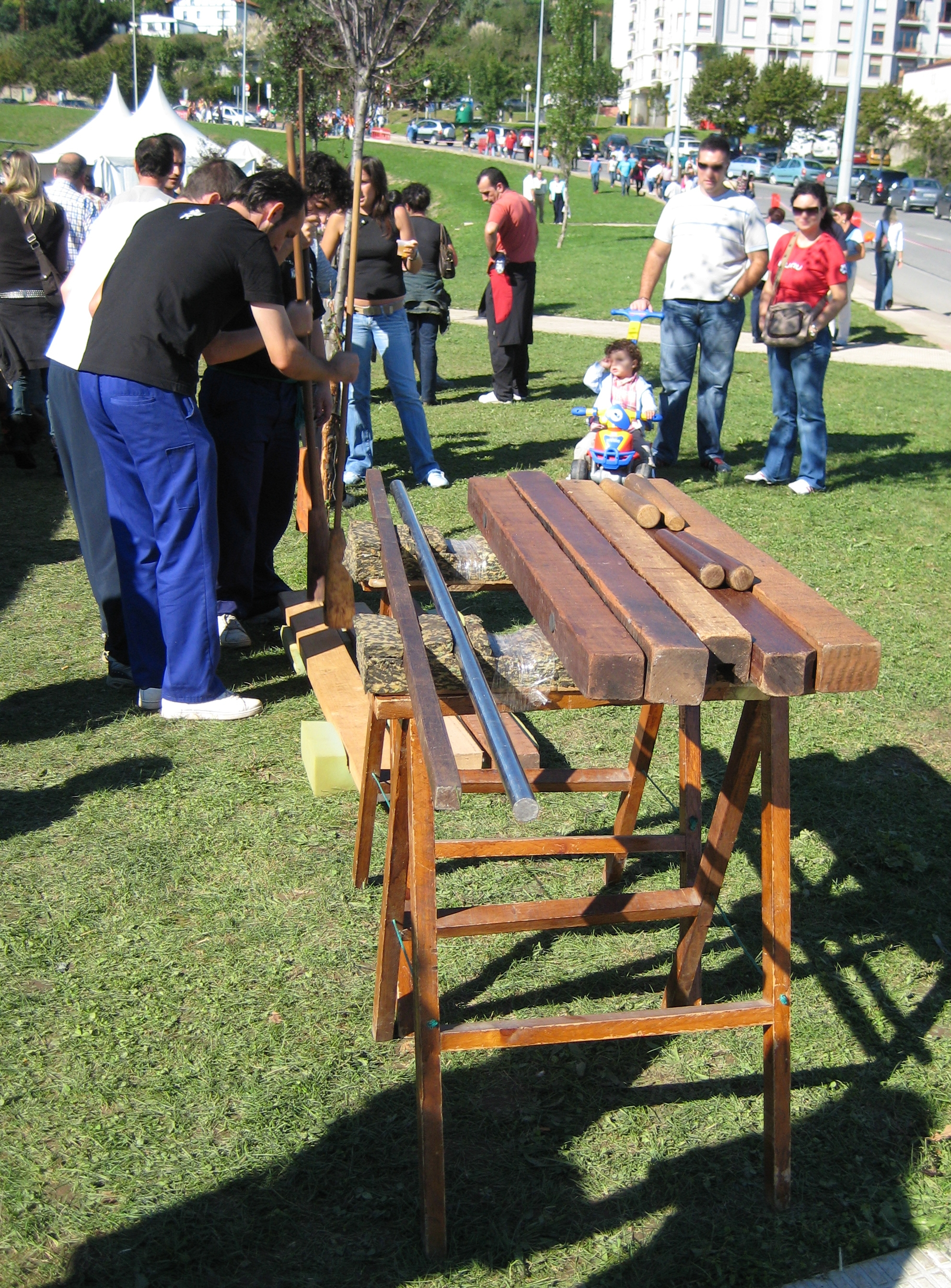
Чалапарта из пяти досок

Такая конструкция инструмента постепенно выходит из употребления и применяется только на специализированных фестивалях (таких как майский Фестиваль Чалапарта в городке Эрнани), где демонстрируется использование чалапарта в прошлом и в сельской местности. В наши дни обычная конструкция чалапарта состоит из двух настилов с нанесённой поверх пеной, обычно выпускаемых промышленно. Что касается досок, то они стали значительно короче для удобства исполнителей, вследствие чего в отличие от используемых ранее более чем 2-метровых досок из старых прессов для сидра редко превышают полутораметровую длину. Аналогично стандартными стали и 50 см или 37,5 см ударные палочки, в противоположность длинным и тяжёлым, используемым в старые времена.
Доски, число которых не менее трёх в современных чалапарта, устанавливаются на высоте бёдер, в то время как раньше они располагались чуть выше коленей. Материал, из которого изготавливаются доски, часто зависит от доступной древесины (каштан, ольха, вишня, и т. д.). Для более богатого звучания используется также древесина из других географических регионов (Карибский бассейн, Западная Африка), такая как ироко, сапеле, элондо и т. д. Кроме того, добавляются камни (группа Gerla Beti называет эту модификацию harriparta) и металлические трубы, расширяющие диапазон доступных звуков и тембров. Иногда они даже заменяют собой сами деревянные доски. Большие картонные трубы могут прибиваться к полу вертикально. Стоит также отметить чалапарта на основе ледяных блоков, сделанную группой Oreka TX в их скандинавском турне, изготовление которой можно увидеть в сделанном ими в 2006 году документальном фильме «Nömadak Tx».